# Блумингдејл (Охајо)
Блумингдејл (енгл. Bloomingdale) град је у америчкој савезној држави Охајо.

## Демографија
По попису из 2010. године број становника је 202, што је 19 (-8,6%) становника мање него 2000. године.
| Група             | 2000.       | 2010.       |
| Белци             | 216 (97,7%) | 198 (98,0%) |
| Афроамериканци    | 0 (0,0%)    | 1 (0,5%)    |
| Азијати           | 1 (0,5%)    | 0 (0,0%)    |
| Хиспаноамериканци | 0 (0,0%)    | 0 (0,0%)    |
| Укупно            | 221         | 202         |